# قفص شرقي
قفص شرقي (الاسم العلمي: Acridocarpus orientalis)، شجيرة من فصيلة الملبيغية. طولها 3 أمتار كثيفة الأفرع مع شعيرات مُسمَرّة اللون، لاحقًا إلى الرمادي. مواطنها في الإمارات (جبل حفيت) وسلطنة عمان واليمن والصومال.